# Yawatahama
Yawatahama (jap. 八幡浜市 -shi) ist eine Stadt in der Präfektur Ehime an der Nordküste der Insel Shikoku in Japan.

## Geographie
Yawatahama liegt südwestlich von Matsuyama und nördlich von Uwajima.

## Geschichte
Am 28. März 2005 wurde die Gemeinde Honai (保内町, -chō) des Landkreises Nishiuwa eingemeindet.

## Verkehr
- Straße:
  - Nationalstraßen 197, 378
- Zug:
  - JR Yosan-Linie: nach Takamatsu oder Uwajima

## Angrenzende Städte und Gemeinden
- Ōzu
- Seiyo